# موه الكلية
موه الكلية (حرفيًا ماء داخل الكلية) هو تمدد وتوسع حوض وحويضات الكلية نتيجة لاحتباس البول، وإذا لم يتم علاجه يحدث ضمور للكلية، وقد يمتد ليصل إلى الحالب أيضاً، ويحدث في أي سن، ويمكن أن يصيب الجنين قبل الولادة.

## الأسباب
- حصوات الكلى
- الأورام: في الكلى أو البروستاتا أو الحالبين أو أي عضو آخر قريب من الجهاز البولي يمكن أن يؤدي إلى انسداد مجرى البول ومن ثم موه الكلى.
- ضخامة البروستاتا الحميدة: تؤدي إلى انسداد في الإحليل
- تجلط الدم: في الكلية أو الحالبين
- تضييق في مجرى البول: بسبب إصابة أو عيب خلقي أو جراحة أو عدوى
- مشكلة في الأعصاب أو العضلات تؤثر على الكلى أو الحالبين
- احتباس البول
- ارتجاع البول من المثانة إلى الحالبين ثم الكلى
- القيلة الحالبية: نتوء من الحالب داخل المثانة

### في النساء
- الحمل: حيث يتمدد الرحم ويضغط على الحالب مسبباً انسداد مجرى البول
- هبوط الرحم
- القيلة المثانية[3]

## الأعراض

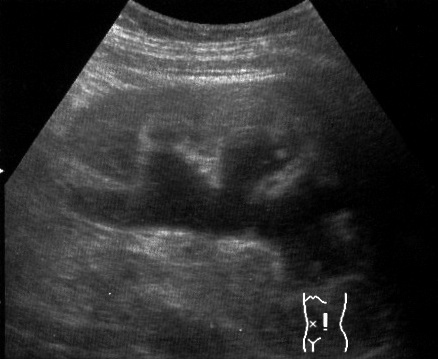
أشعة بالموجات فوق الصوتية توضح موه الكلية بسبب حصوة في الحالب الأيسر

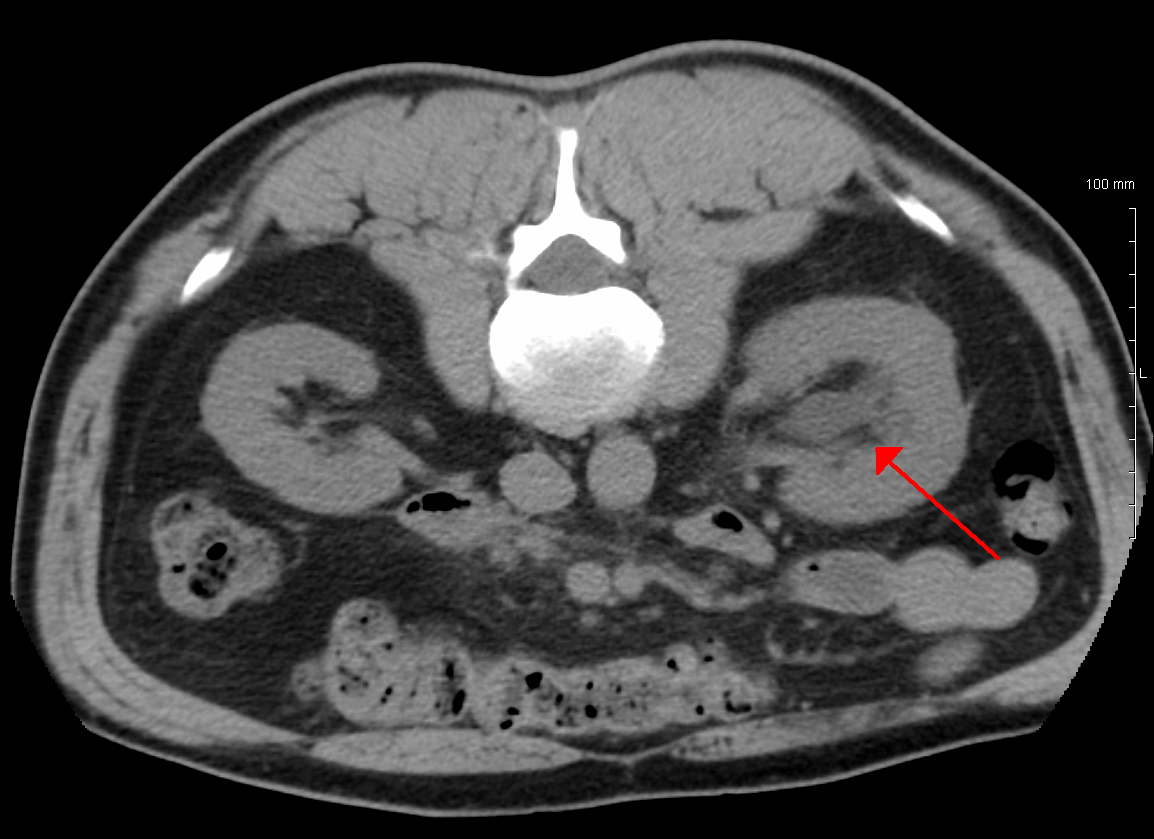
موه الكلى بسبب حصوة عند التقاء الحالب بالمثانة بالأشعة المقطعية

تعتمد الأعراض على كيفية الانسداد حاد أم مزمن، جزئي أم كلي، في جهة واحدة أم الجهتين، فإذا كان حاداً (بسبب حصوة مثلا) يسبب ألماً شديداً في الخاصرة، بينما الانسداد المزمن لا يسبب ألماً أو يسبب ألماً خفيفاً، وكلاهما قد يسبب غثياناً وقيئاً، وإذا كان الانسداد في المثانة البولية أو الإحليل يؤدي إلى تمدد المثانة مما يسبب ألماً وضغطاً، والانسداد عموماً قد يؤدي إلى عدوى في الجهاز البولي والتي تسبب بدورها بول دموي وصديد في البول وارتفاع في درجة الحرارة، وقد يؤدي الانسداد التام إلى فشل كلوي.

## التشخيص

### الفحص الإكلينيكي
فحص المنطقة حول الكلى والمثانة البولية للكشف عن أي ألم عند اللمس أو تورم، وفحص عبر المستقيم في الرجال للكشف عن تضخم البروستاتا، وفحص الحوض عند النساء للكشف عن تورم المبايض أو أية مشكلة في الحالبين.

### تحليل البول
للكشف عن خلايا دموية أو بكتيريا في البول.

### اختبارات الدم
صورة دم كاملة للكشف عن العدوى

### وظائف الكلى
كاختبار نيتروجين يوريا الدم ومعدل الترشيح الكبيبي

### الأشعة
الأشعة السينية والأشعة المقطعية والتصوير بالموجات فوق الصوتية

## العلاج
الهدف من العلاج هو إعادة سريان البول لإيقاف تجمع السوائل، ويعتمد على سبب الموه: فإذا كان احتباس البول حاداً تستخدم دعامة أو أنبوبة فغر الكلية لتفريغ البول، وإذا كان السبب حصوات الكلى تعالج بالآتي:

### تفتيت الحصوات بالموجات
بواسطة آلة تصدر موجات عالية الطاقة لتفتيت الحصاة إلى قطع صغيرة، وهي الوسيلة الأكثر شيوعاً.

### تنظير الحالب
في الحوامل والذين يعانون من مشكلات في تجلط الدم وشديدي السمنة، إذا وجدت الحصاة في المثانة البولية أو النصف السفلي من الحالب، حيث يتم إدخال المنظار عبر الإحليل لإزالة أو تفتيت الحصاة، وقد تستخدم مع وسيلة أخرى كالليزر أو التفتيت الكهربي.

### الجراحة
إذا كانت الحصوة كبيرة جداً أو صعبة الإزالة بالطرق الأخرى، كما نلجأ إلى التدخل الجراحي إذا كان سبب الانسداد ورم أو خلافه، لكن لا يتم اللجوء إليها إذا وجدت الموه في الأجنة قبل الولادة.

### الأدوية
- مضادات حيوية: لمنع عدوى الجهاز البولي
- مسكنات الألم[3]

وفي حالة الفشل الكلوي يتم العلاج بغسيل أو زراعة الكلى

## التصنيف
يستخدم لتصنيف درجة خطورة المرض في حديثي الولادة والرضع:
- المرحلة 0: لا تمدد في حويضات الكلى
- المرحلة 1: تمدد في حوض الكلى، ولا تمدد في الحويضات أو ضمور في الكلى
- المرحلة 2: تمدد في حوض وحويضات الكلية ولا ضمور في الكلية
- المرحلة 3: تمدد في حوض وحويضات الكلية وعلامات بداية ضمور الكلى (كالحليمات المسطحة)
- المرحلة 4: تمدد عياني في حوض وحويضات الكلية مع غياب الحدود بين الحوض والحويضات وعلامات ضمور الكلية كرقة لب الكلية[6]

## توقع سير المرض
يعتمد على عوامل كثيرة كوجود كلية سليمة أو عدمه، وحالة الكلية قبل الموه، وكيفية حدوثه (حاد أم مزمن)، وحدث في كلية ناضجة أم قيد التكوين؛ فمثلاً موه الكلى الحادث بسبب حصوة في كلية واحدة يمكن علاجه واحتمالية عودة الكلية لوظيفتها الطبيعية أكبر، أما موه الكلية الشديد في الجهتين في الأجنة قبل الولادة (كحالة الصمام الإحليلي الخلفي) فهو سيء على المدى الطويل لحدوثه أثناء تكوين الكلى مما يؤدي إلى خلل دائم.